# Louis Zutter
Jules Alexis "Louis" Zutter (Les Ponts-de-Martel, 2 de dezembro de 1856 - Boudry, 10 de novembro de 1946) foi um ginasta suíço, que competiu em provas de ginástica artística.
Nascido em Neuchâtel, viveu em Peseux, onde era membro do clube de ginástica La Société des Amis gymnastes de Neuchâtel. Em 1893 seu pai foi contratado como treinador na Panachaikos Gymnastikos Syllogos e Louis tornou-se membro do clube. Em 1896, representou a Suíça nos Jogos de Atenas na Grécia. Zutter saiu-se vencedor em um dos eventos, o cavalo com alças, além de vice-campeão em mais dois eventos, o salto sobre o cavalo e as barras paralelas. Ainda competiu na prova da barra horizontal, mas não subiu ao pódio.
Após seu sucesso nas Olimpíadas de 1896, foi homenageado em Patras com os atletas gregos pela cidade. A família Zutter deixou a Grécia, devido à Guerra Greco-Turca de 1897.[carece de fontes?]